# Amt Moringen
Das Amt Moringen war ein historisches Verwaltungsgebiet des Fürstentums Göttingen bzw. Königreichs Hannover.

## Geschichte
Die Burg Moringen ist seit dem 12. Jahrhundert belegt und ging 1379 endgültig in den Besitz der Welfen über. Sie bildete den Mittelpunkt eines Amtes des Fürstentums Göttingen, das während der französischen Herrschaft zunächst aufgelöst und nach 1814 restituiert wurde. 1820 wurde es mit dem Amt Hardegsen vereinigt. Amtssitz blieb Moringen. Der Amtssprengel wurde noch um mehrere Patrimonialgerichte sowie durch die Verwaltungsreform von 1852 um das Gericht Üssinghausen und die Dörfer Espol (früher Amt Uslar) und Gladebeck (früher Amt Bovenden) vergrößert. 1859 wurde das gesamte Amt mit Ausnahme der Dörfer Schlarpe (an Uslar) und Gladebeck (an Göttingen) dem Amt Northeim einverleibt.

## Gemeinden
Das Amt umfasste bei seiner Aufhebung (1859) folgende Gemeinden:
| - Asche - Behrensen - Berwartshausen - Blankenhagen - Ellierode - Ertinghausen | - Espol - Fredelsloh - Gladebeck - Hardegsen - Hettensen - Hevensen | - Lichtenborn - Lutterbeck - Lutterhausen - Nienhagen - Oberdorf-Moringen - Oldenrode | - Schlarpe - Schnedinghausen - Thüdinghausen - Trögen - Üssinghausen - Wolbrechtshausen |

- Karte mit allen verlinkten Seiten:
- OSM |
- WikiMap

## Amtmänner
- 15. Jh.: Hans Sulteberg (Sultebeck)
- 1818–1820: Franz Jobst von Oldershausen, Oberhauptmann
- 1820–1845: Heinrich Wilhelm August Chüeden, Amtmann, ab 1840 Oberamtmann
- 1845–1846: Georg Christian Friedrich Fischer, Amtmann
- 1846–1853: Wilhelm Justus Julius von Hinüber, Amtmann
- 1853–1859: Carl Ernst Bernhard Göting, Amtmann